# Szczepankowo (Poznań)
Szczepankowo – część miasta Poznania, w obrębie osiedla samorządowego Szczepankowo-Spławie-Krzesinki.

## Historia
Obecne osiedle miasta Poznania pierwotnie było osobną wsią związaną  z Wielkopolską. Istnieje od drugiej połowy XIV wieku i ma metrykę średniowieczną. Po raz pierwszy odnotowana została w języku staropolskim w łacińskim dokumencie z 1391 jako „Szczepancowicze”, 1399 „Sczepancowicze”, 1405 „Scepancowo”, 1422 „Sczepankowo, z Szczepankowa”, 1427 „Sczepancowice”, 1428 „Sczepancowo”, 1435 „Szczepankowice”, 1442 „Sczepankovo”, 1513 „Schczepankouo, Schczepankowo”.
Okolice miejscowości były zasiedlone jednak już wcześniej niż odnotowały to zachowane zapisy historyczne. W wyniku badań archeologicznych odkryto ślady osadnictwa pradziejowego (ułamki naczyń), wczesnośredniowiecznego, późnośredniowiecznego i nowożytnego, które znajdowane były w różnych miejscach na gruntach Sczepankowa.
Miejscowość była początkowo własnością szlachecką należącą do lokalnej wielkopolskiej szlachty z rodu Szczepankowskich, którzy od nazwy wsi przyjęli odmiejscowe nazwisko, a później także do Kluczewskich, Spławskich, Rokossowskich. W 1493 leżała w powiecie poznańskim województwa poznańskiego w Koronie Królestwa Polskiego. W 1510 należała do parafii Spławie.
Pierwszy zapis związany ze wsią pochodzi z zapisów sądowych. W 1391 Dobrosława ze Szczepankowa toczy proces z Mikołajem z Poklatek o 19 grzywien. W 1392 wraz z mężem Wacławem ze Szczepankowa przegrywała proces z Mikołajem o 10 grzywien. W 1417 Wacław jej mąż odnotowany został jako świadek, wspomniany jako siostrzeniec (łac. „carnalis sororinus”, Staropol. „swak”) Wierzchosławy ze wsi Pieńki. W 1392 Jan z bratem i siostrą Jadwigą ze Szczepankowa przegrali proces z Tomisławem z Miłosławia synem kasztelana radzimskiego Markusza z Miłosławia o dobra i bydło. W 1399 Jarosław ze Szczepankowa toczył spór z Pawłem z Roszkowa. W 1405 Adam Kowalski ze Szczepankowa toczył spór sadowy z Wojtkiem mieszczaninem poznańskim, a w 1405 kolejny z Mikołajem Wierzenickim o porękę z tytułu sprzedaży Szczepankowa i Szymankowa. W 1425 Dobiesława ze Szczepankowa toczyła proces z Małgorzatą ze wsi Pieńki o rolę.
W latach 1427-1429 odnotowany został Przecław właściciel Kobylegopola wówczas osobnej wsi koło Poznania oraz Szczepankowa. W 1427 dokonał podziału majątku wraz z braćmi Wojciechem i Przybysławem ze Spławia w wyniku, którego Przecławowi przypadło Kobylepole i Szczepankowo z młynami i stawami, zaś Wojciechowi i Przybysławowi Spławie, Żerniki i Świączyn w powiecie kościańskim. Przecław odstąpił dobra po matce swemu bratu Wojciechowi i miał wypłacić Wojciechowi i Przybysławowi 60 grzywien wyprawy ze wsi Szczepankowo, Wojciech zaś miał dać Przecławowi drewno i kamień na budowę izby (Staropol. „stuba”), a jeśli coś zostanie ponad owe 60 grzywien, to Wojciech oddać miał Przecławowi na uwolnienie wsi od czynszu dla katedry poznańskiej. W latach 1428-1429 Przecława pozwał do sądu Paweł z Tulec o długi swojego ojca. Paweł twierdzi, że nie otrzymał więcej niż 20 grzywien. W 1428 Przecław toczył proces sądowy z kmieciem Stankiem z Kamionek i miał przyprowadzić do sądu jako świadków włodarza i 3 ławników ze Szczepankowa, którzy mają złożyć przysięgę, że przysądzili Przecławowi zboże Stanka warte 20 grzywien.
W latach 1427-1435 odnotowano Jana ze Szczepankowa, Siekowa i Sikorzyna syna Ottona Siekowskiego, brata Sędziwoja i Tomisława. W 1427 toczył on spór z Michałem z Wysławic koło Kostrzyna o porękę za konia. W 1429 Jan wraz z żoną Helszką toczył spór sądowy ze swym bratem Sędziwojem niegdyś Siekowskim z Opalenicy i jego żoną Katarzyną o porękę, jakiej Jan i Helszka udzielili Przybysławowi z Brenna za Sędziwoja, że uwolni on od roszczeń osób trzecich wieś Sikorzyn. W 1435 tenże Jan z Szczepankowa sprzedał Mikołajowi z Pieniek część wsi Pieńki za 100 grzywien.
W 1437 Marcin ze Szczepankowa toczył proces z Janem plebanem w Spławiu o 15 grzywien długu. W latach 1442-1463 odnotowani zostali Jan, a w latach 1442-1452 Mikołaj z Granowa, synowie Anny Łukowskiej i Wincentego Granowskiego, herbu Leliwa. W 1442 bracia ci z Granowa, dziedzice w Kobylempolu toczyli proces z kasztelanem gnieźnieńskim  Piotrem Bnińskim. Mieli oni złożyć przysięgę, że dali Ślepuchowo tytułem zamiany za Kobylepole, Szczepankowo i Szymankowo, wobec czego nieuzasadnione są roszczenia Piotra do tych wsi z tytułu prawa bliższości lub wykupu. W latach 1443-1452 wraz z matką Anną Łukowską bracia toczyli proces z Wojciechem i Mikołajem dziedzicami niedzielnymi w Szczepankowie. W 1443 Jan i Mikołaj byli właścicielami we wsiach Spławie, Kobylepole, Szczepankowo i Żerniki. W latach 1447-1448 toczyli oni proces z Mikołajem Szczepowskim. W 1463 Mikołaj ze Spławia, Kobylegopola, Szczepankowa pozwany został przez biskupa Andrzeja Bnińskiego. W latach 1443-1452 dziedzicami niedzielnymi w Szczepankowie byli Wojciech i Mikołaj.
Miejscowość odnotowały również historyczne rejestry podatkowe. W 1478 wieś nie zapłaciła wiardunków królewskich. W 1508 miał miejsce we wsi pobór podatkowy od 5 łanów. W 1509 pobór od 4 łanów, sołtys zapłacił od 2 łanów, a jeden łan był zwolniony z podatków i miał wolniznę. W 1513 w Szczepankowie było 9 łanów osiadłych oraz dwa opustoszałe uprawiane dla miejscowego dziedzica, a także 1,5 łana sołeckiego. W 1527 we wsi odnotowano 12 łanów osiadłych, 7 opuszczonych oraz 11 kmieci. W 1563 miał miejsce pobór we wsi od 5 łanów. W 1577 pobór zapłacił Jakub Spławski. W 1580 Benedykt Spławski zapłacił pobór od 5 łanów, dwóch zagrodników, oraz jednego komorników.
Wskutek II rozbioru Polski w 1793, miejscowość przeszła pod władanie Prus i jak cała Wielkopolska znalazła się w zaborze pruskim.
W 1931 folwark Mycielskich w Szczepankowie został rozparcelowany przez Komunalną Kasę Oszczędności Miasta Poznania. W roku 1942 zostało włączone w granice Poznania. Przez długi czas pozostawało dzielnicą ogrodniczo-rolniczą, zachowując częściowo ten charakter aż po lata współczesne. Na Szczepankowie bieg rozpoczynają trzy cieki: Dworski Rów, Łężynka i Pokrzywka.
W 1992 r. utworzono jednostkę pomocniczą miasta Osiedle Szczepankowo-Spławie.
W 1994 r. zmieniono granice i nazwę osiedla na Szczepankowo-Spławie-Krzesinki.
Nazwy ulic w tej części miasta związane są z rolnictwem i roślinnością.

## Komunikacja
Szczepankowo obsługiwane jest przez linie autobusowe MPK Poznań oraz podmiejskie obsługiwane przez Zakład Komunalny w Kleszczewie:
- linie miejskie[6]

- dzienne

 154 Franowo ↔ Spławie
 162 Krzesiny → Rondo Rataje
- nocne

 220 Spławie → Garbary PKM
- linie podmiejskie[6]

 431 Rondo Rataje ↔ Kleszczewo/Pętla
 432 Rondo Rataje ↔ Kleszczewo/Pętla
 435 Rondo Rataje ↔ Tulce/Kościół
Główną oś komunikacyjną stanowi ulica Szczepankowo.